# Paullinia coriacea
Paullinia coriacea là một loài thực vật có hoa trong họ Bồ hòn. Loài này được Casar. mô tả khoa học đầu tiên năm 1842.